# Nobiles
Nobiles (en singular nobilis –bien conocido, famoso, renombrado, excelente, superior, espléndido, de alta cuna–, de gnobilis, y este de gnoscere –conocer–) eran los pertenecientes a una de las divisiones sociales de la Antigua Roma. La denominación de su condición era nobilitas. Las palabras castellanas "noble" y "nobleza" derivan de estas palabras latinas. En la República romana era un término descriptivo del rango social elevado de una familia romana, vinculado al hecho de que uno de sus miembros había alcanzado el consulado, magistratura inicialmente restringida a los patricios; aunque a medida que algunos plebeyos la alcanzaron, también introdujeron a sus familias en tal condición.
Ese ennoblecimiento o transición a la nobleza se identificaba con el ascenso de un individuo excepcional: un homo novus ("hombre nuevo" –en plural, los homines novi–), como Cayo Mario o Marco Tulio Cicerón. Salustio presentó a Mario como el principal responsable de la ruptura del monopolio de hecho que las familias optimates (en torno a los Cecilio Metelo) habían tenido sobre la nobilitas desde el siglo II a. C. en perjuicio de los populares. La historiografía moderna interpreta esta revolución social no tanto como la presión de los homines novi sobre los antiguos nobiles, sino como el resultado de la lucha de poder entre las propias familias senatoriales, que terminaría por convertir la condición nobiliar en un anacronismo con la crisis final de la República y el establecimiento del Principado, cuando es el emperador el que decide la nobleza de una familia.

## República
La segunda guerra samnita (326–304 a. C.) fue una época formativa de esta élite dirigente, que reunía tanto a patricios como a plebeyos que habían alcanzado posiciones de poder. Desde mediados del siglo IV hasta comienzos del siglo III a. C.. se produjeron varias parejas consulares mixtas (un patricio y un plebeyo), en lo que se ha interpretado como una estrategia política deliberada de cooperación entre ambos grupos sociales.
El término no se halla en los textos de los siglos medios de la República, y sólo comenzó a usarse mucho tiempo después de los cambios políticos que crearon esa clase de plebeyos-nobles. Los intentos historiográficos por definir la nobilitas han llevado a debates sobre la interpretación del uso de ese término en las fuentes antiguas. Fergus Millar apunta que nobilis era un término descriptivo usado en los últimos siglos de la República, no un término técnico que identificara a un grupo social restringido (de modo que no podría identificarse con el peerage inglés). Matthias Gelzer sostiene que el término se reservaba para los descendientes de los cónsules, siendo Lucio Munacio Planco, cónsul del año 42 (designado por Julio César durante su dictadura), el último que cualificó como ancestro de nobiles. P.A. Brunt, siguiendo a Theodor Mommsen, reunió pruebas de un uso más amplio, que sugiere que cualquier magistratura curul conllevaba el aura de nobilitas.
Las familias nobles de época republicana se contaban por unas pocas decenas, y aun así se diferenciaban entre sí por sus distinto renombre (debido particularmente a la obtención de triunfos y censuras). A diferencia de la condición patricia, la condición nobiliar no otorgaba ningún privilegio de derecho, sino únicamente el uso social que les permitía manifestar su antigüedad y gloria exponiendo en el atrium las máscaras mortuorias de sus ancestros (jus imaginum), y exhibirlas en los funerales, donde se pronunciaba la laudatio funebris (elogio fúnebre) que incluía al difunto en la continuidad de las virtudes familiares.

## Principado y Alto Imperio
En la época de Augusto, un nobilis disfrutaba de un más fácil acceso al consulado, relajando el requisito de edad hasta edades más tempranas, como los 32 años. Las mujeres que descendían de cónsules de la época de Augusto también eran vistas como pertenecientes a la nobilitas romana. En el uso de Tácito y Plinio el Joven, un nobilis es un descendiente de la aristocracia republicana.
El significado de nobilis evolucionó a lo largo del periodo imperial. La diferencia principal de esta noblilitas con la aristocracia ecuestre y senatorial es que aquella no puede adquirirse, sino que únicamente se hereda: una familia no puede devenir noble más que por el paso de las generaciones, dos al menos. Había incluso familias nobles que no tenían la condición senatorial ni accedían al cursus honorum, pues no disponían de los recursos necesarios para ello; no obstante, su pasado glorioso todavía les permitía enorgullecerse ante los homines novi de oscuro origen.

## Crisis y Bajo Imperio
La crisis del siglo III afectó profundamente a la condición de la nobilitas. Todavía en 238 los senadores opuestos a Maximino el Tracio podían reivindicar su propia nobleza frente a un emperador ignobilis; pero en el siglo IV las reformas de Constantino y sus hijos convirtieron en concepto en algo que no aludía al origen ni la filiación sino al estatus. No obstante, las grandes familias no abandonaron la concepción genealógica de su nobleza. En el Bajo Imperio la expresión nobilissimus et clarissimus identificaba al rango social más elevado (clarissimus era un término identificativo de la condición senatorial).

## Extensión
Por extensión la noción de nobilitas se aplicó desde la Antigüedad a contextos distintos: fueron denominados Domi nobiles los notables de las provincias romanas, que podían descender de familias locales ilustres, de magistrados, de ricos terratenientes (locupletes) que habían obtenido la  ciudadanía romana, de soldados veteranos que habían obtenido tierras y mantenían una posición honorable... En Oriente, la noción de nobilitas servía para traducir el término griego eugeneia. En Occidente, a medida que los pueblos germánicos se aproximaron al mundo romano, su aristocracia y jefaturas (monarquías germánicas, relaciones de clientela, séquito y vasallaje) asimilaron la categoría de nobilitas.
Hay un debate historiográfico sobre la forma en que estas transformaciones, junto con las de la propia nobleza senatorial romana, a lo largo de la Antigüedad Tardía, dieron paso al concepto medieval de nobleza o nobleza feudal.